# Jim Ray
James E. "Jim" Ray (nacido el 12 de enero de 1934 en Toledo, Ohio) es un exjugador de baloncesto estadounidense que disputó ocho partidos en dos temporadas de la NBA. Con 1,85 metros de estatura, jugaba en la posición de base.

## Trayectoria deportiva

### Universidad
Jugó durante tres temporadas con los Rockets de la Universidad de Toledo (Ohio), con los que acabó con el récord de anotación en una temporada (563 puntos), el séptimo mejor promedio de puntos en una carrera (17,1 por partido) y la decimosegunda mejor marca de anotación, con 1.444 puntos. En 1955 fue incluido en el segundo mejor quinteto de la Mid-American Conference, y al año siguiente en el primero, tras liderar la conferencia en anotación, con 25,6 puntos por partido, y en tiros libres, con un porcentaje del 80,1%.

### Profesional
Fue elegido en la trigésimo séptima posición del Draft de la NBA de 1956 por Syracuse Nationals, con los que disputó 4 partidos, en los que promedió 1,8 puntos y 1,3 rebotes por partido. No regresó al equipo hasta la temporada 1959-60, en la que disputó otros cuatro encuentros.

## Estadísticas de su carrera en la NBA

### Temporada regular
| Temporada | Edad | Equipo             | Liga | Pos. | P | TIT | MIN  | TC  | TCA | %TC  | 3P | 3PA | %3P | TL  | TLA | %TL  | R.OF. | R.DEF. | REB | ASIS | ROB | TAP | PER | FP  | PTS |
| 1956-57   | 23   | Syracuse Nationals | NBA  |      | 4 |     | 10.8 | 0.5 | 2.8 | .182 |    |     |     | 0.8 | 1.3 | .600 |       |        | 1.3 | 0.8  |     |     |     | 1.0 | 1.8 |
| 1959-60   | 26   | Syracuse Nationals | NBA  |      | 4 |     | 5.3  | 0.3 | 1.5 | .167 |    |     |     | 0.0 | 0.0 |      |       |        | 0.0 | 0.5  |     |     |     | 0.8 | 0.5 |
| Total     |      |                    | NBA  |      | 8 |     | 8.0  | 0.4 | 2.1 | .176 |    |     |     | 0.4 | 0.6 | .600 |       |        | 0.6 | 0.6  |     |     |     | 0.9 | 1.1 |